# Rotorua International Stadium
Rotorua International Stadium – stadion znajdujący się w Rotorua w Nowej Zelandii służący przede wszystkim do rozgrywania meczów obydwu odmian rugby, odbywają się na nim również mecze piłki nożnej oraz koncerty.
Obiekt posiada po jednej krytej i odkrytej trybunie po 6000 widzów wraz z lożami, a także nasyp ziemny o pojemności około 28 000 osób. Infrastruktury dopełniają szatnie oraz pomieszczenia dla służby medycznej, kontroli antydopingowej i mediów. Oficjalnie na meczach Pucharu Świata w Rugby 2011 mogło przebywać 26 000 osób, podczas gdy koncerty mogą zgromadzić nawet 40 000 ludzi. Boisko numer dwa posiada oświetlenie o jakości treningowej oraz bieżnię lekkoatletyczną.
Zbudowany w 1911 roku stadion przeszedł kilkukrotnie renowacje skutkujące zainstalowaniem sztucznego oświetlenia dostosowanego do transmisji telewizyjnych oraz elektronicznej tablicy wyników o wymiarach 8 na 2 metry. Istniejący na obiekcie zegar nie funkcjonuje od 2005 roku. W swej historii stadion gościł wiele koncertów, od nowozelandzkiej sopranistki Kiri Te Kanawa, przez zespół UB40 po Raggamuffin Music Festival, a także inne duże imprezy, jak Searchlight Military Tattoo.
Jest jednym z dwóch, prócz Baypark Stadium, domowych obiektów występującego w National Provincial Championship zespołu Bay of Plenty, okazjonalnie gości również spotkania Chiefs w rozgrywkach Super Rugby. Na stadionie odbył się mecz o trzecie miejsce inauguracyjnego Pucharu Świata w Rugby w 1987, a także jedno ze spotkań podczas tournée British and Irish Lions w 2005. Stadion był również areną Pucharu Świata w Rugby w 2011, gdzie zostały rozegrane trzy mecze. Testmecze rozgrywały na nim także Black Ferns. Gościł New Zealand National Rugby Sevens Tournament w edycjach 2014, 2015 i 2016.